# Albazin

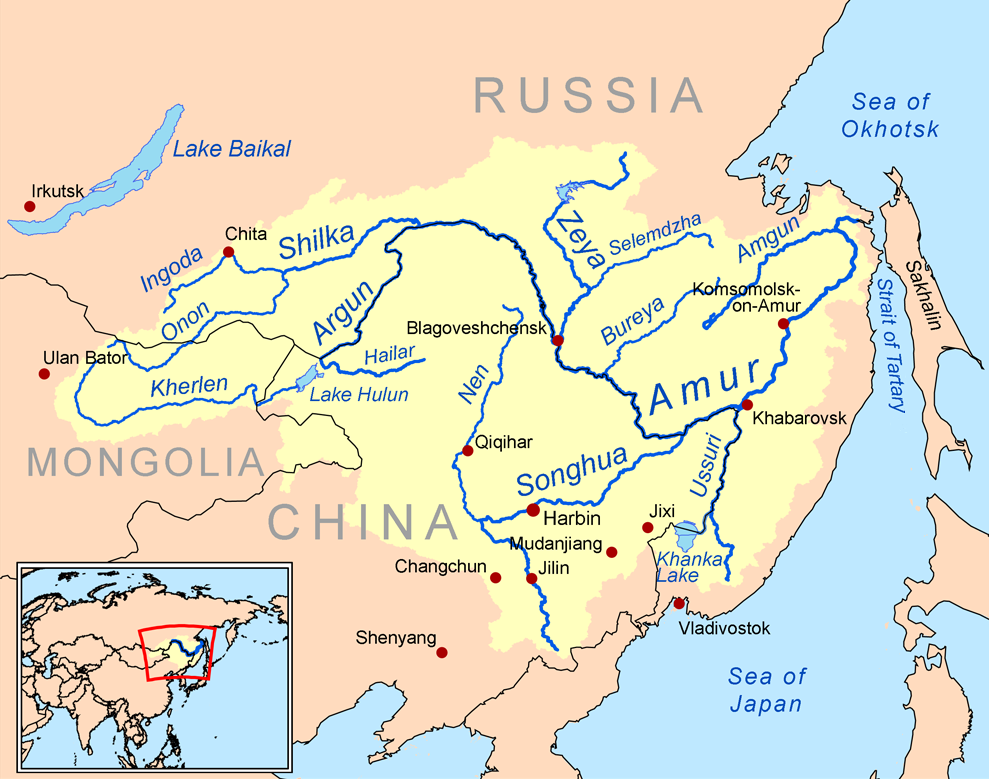
Albazin fica na margem norte do Rio Amur.

Albazin ou Albazino é uma cidade russa localizada na margem norte do Rio Amur, que faz fronteira com China.
A cidade foi originalmente fundada em 1650, mas em junho de 1658, os chineses queimaram a cidade e levaram a população local para a China.
Em 1665, o Império Russo retomou a região e reconstruiu Albazin.
A partir 1685, os chineses voltaram a atacar a cidade.
Em 1689, foi abandona pelos russos como resultado do Tratado de Nerchinsk.